# Nords Wharf
Nords Wharf är en del av en befolkad plats i Australien. Den ligger i kommunen Lake Macquarie Shire och delstaten New South Wales, i den sydöstra delen av landet, omkring 89 kilometer nordost om delstatshuvudstaden Sydney.
Närmaste större samhälle är Rathmines, omkring 11 kilometer norr om Nords Wharf. 
I omgivningarna runt Nords Wharf växer i huvudsak städsegrön lövskog. Genomsnittlig årsnederbörd är 1 393 millimeter. Den regnigaste månaden är februari, med i genomsnitt 222 mm nederbörd, och den torraste är juli, med 42 mm nederbörd.